# Człuchów
Człuchówⓘ (anteriormente em polonês/polaco: Słuchów, 1945 Człochów, em cassúbio: Człuchòwò ou Człochòwò, em alemão: Schlochau) é um município localizado no norte da Polônia. Pertence à voivodia da Pomerânia, sede da comuna urbana de Człuchów, do condado de Człuchów e da comuna rural de Człuchów. Estende-se por uma área de 12,8 km², com 12 958 habitantes, segundo o censo de 31 de dezembro de 2024, com uma densidade populacional de 1 014 hab./km².

## Localização
A cidade fica entre os lagos: Urzędowym, Miejskie Mały, Miejskie Duże e o maior — Rychnowskie, 136 km a sudoeste de Gdansk.
Historicamente, Człuchów fica na Pomerânia de Gdansk.
Segundo a regionalização físico-geográfica da Polônia, a cidade está localizada no Distrito do Lago Norte.

## Cultura

### Cineteatro Uciecha
A instalação na rua Szczecińska 4 tem capacidade para mais de 200 pessoas e, além de exibições de filmes, pode receber apresentações de teatro, palestras e conferências (uma grande reconstrução do cinema e a adição de uma função de teatro ocorreram em 2024). O repertório do cinema é fornecido pela empresa Reaktywacja de Otwock. Em termos organizacionais, o cinema está subordinado ao Centro Cultural Municipal.

### Centro Cultural Municipal (MDK)
As tarefas estatutárias do MDK incluem organizar eventos culturais na cidade. Ele é o organizador e coorganizador de muitos eventos, incluindo exposições, resenhas, competições e oficinas, bem como eventos teatrais e de recitação. Também coopera estreitamente com muitas organizações não governamentais e instituições que operam na cidade de Człuchów e na região.
Oficinas teatrais que funcionam na Casa Municipal da Cultura:
- Oficina de teatro
- Oficina de modelagem
- Oficina de música
- Artes visuais
- Oficina de dança
- Área de jogos e brincadeiras
- Ateliê de bordado cassúbio

Em Człuchów, os seguintes eventos são organizados todos os anos: Polish Boogie Festival, Człuchów Rap Night e Dias de Człuchów.

## Estrutura da área
Segundo dados de 2002, Człuchów tem uma área de 12,48 km², incluindo:
- Terras agrícolas: 33%
- Terras florestais: 3%

A cidade é responsável por 0,79% da área do condado de Człuchów.

## Demografia
Conforme os dados do Escritório Central de Estatística da Polônia (GUS) de 31 de dezembro de 2024, Człuchów é uma cidade pequena com uma população de 12 958 habitantes (19.º lugar na voivodia da Pomerânia e 321.º na Polônia), tem uma área de 12,8 km² (22.º lugar na voivodia da Pomerânia e 508.º lugar na Polônia) e uma densidade populacional de 1 014 hab./km² (23.º lugar na voivodia da Pomerânia e 300.º lugar na Polônia). Entre 2002–2024, o número de habitantes diminuiu 11,8%.
Os habitantes de Człuchów constituem cerca de 24,46% da população do condado de Człuchów, constituindo 0,55%da população da voivodia da Pomerânia.
| Descrição                         | Total      | Total    | Mulheres   | Mulheres | Homens     | Homens   |
| --------------------------------- | ---------- | -------- | ---------- | -------- | ---------- | -------- |
| unidade                           | habitantes | %        | habitantes | %        | habitantes | %        |
| população                         | 12 958     | 100      | 6 833      | 52,7     | 6 125      | 47,3     |
| área                              | 12,8 km²   | 12,8 km² | 12,8 km²   | 12,8 km² | 12,8 km²   | 12,8 km² |
| densidade populacional (hab./km²) | 1 014      | 1 014    | 534,4      | 534,4    | 479,6      | 479,6    |

## História

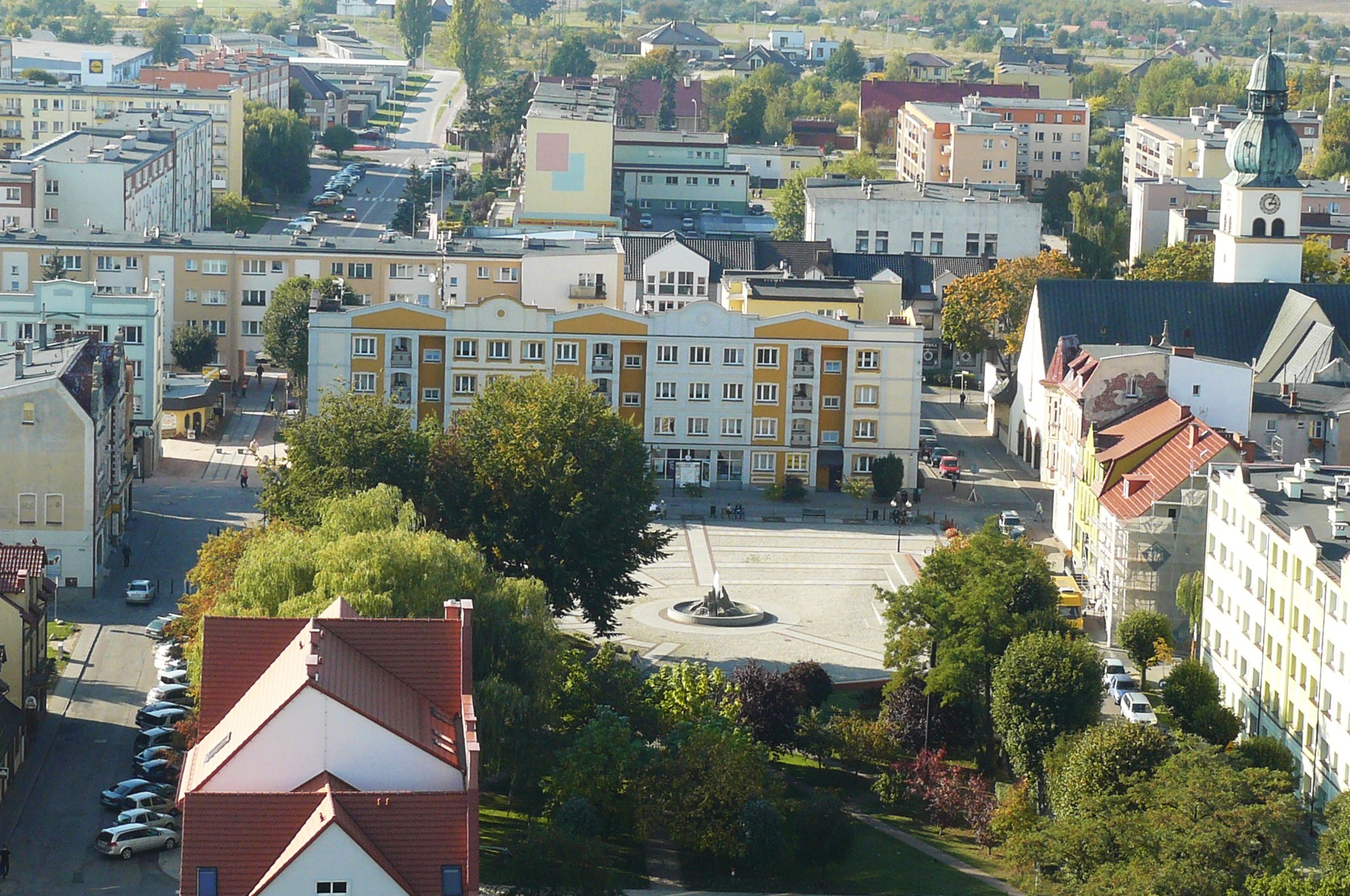
Panorama de Człuchów visto da torre do castelo

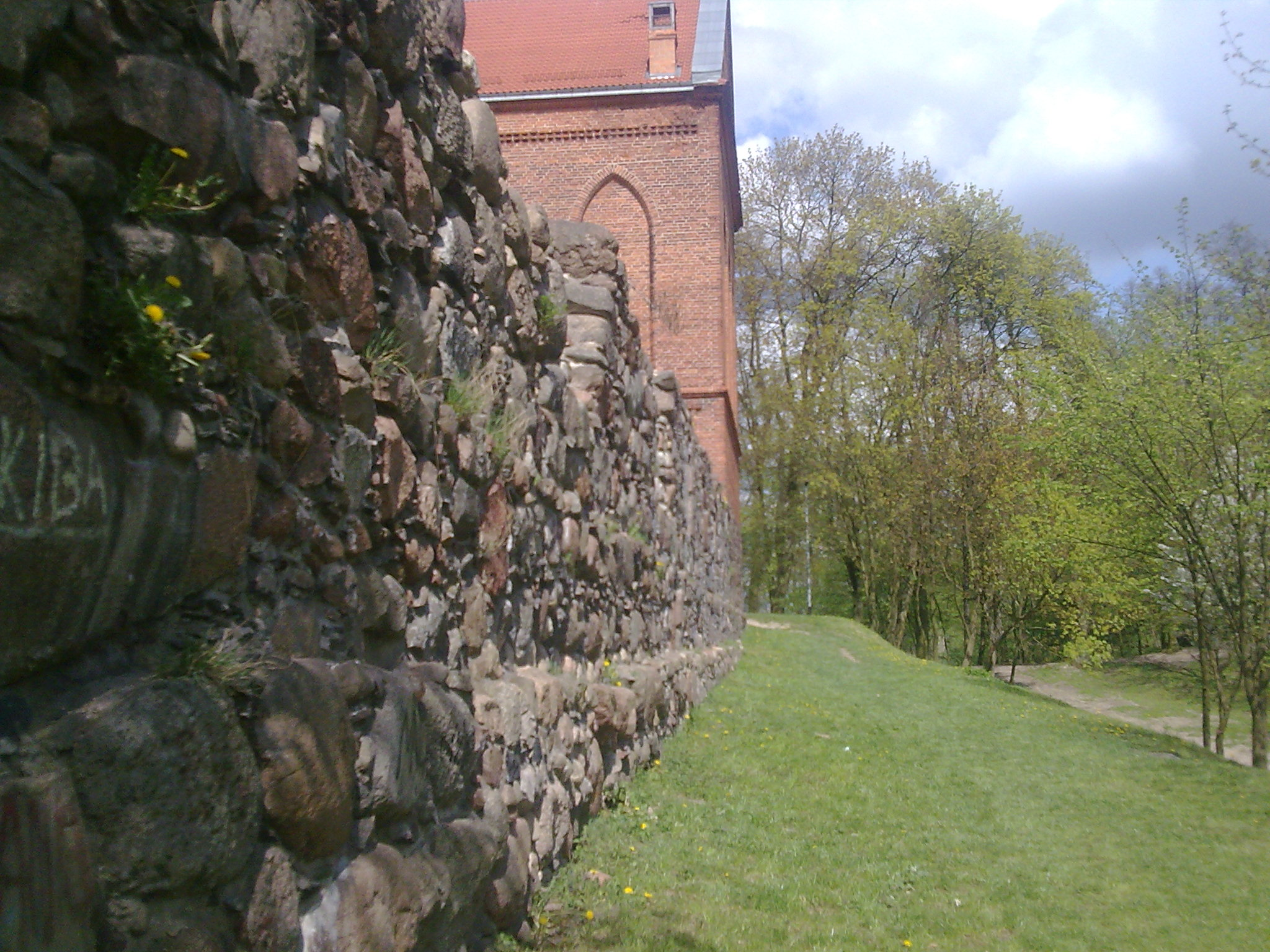
Parte das muralhas do castelo

Człuchów era um antigo assentamento de pomeranos, mencionado no século XII. Ela tem direitos de cidade desde 1348. A partir de 1312, passou a ser propriedade dos Cavaleiros Teutônicos, onde residia o Grão-Mestre da Ordem, o irmão de Ulric, Konrad V von Jungingen. A cidade se uniu à Confederação Prussiana, a pedido da qual, em 1454, o rei Casimiro IV Jagelão declarou a região, incluindo a cidade, como parte da Coroa do Reino da Polônia. Invadida, mas não conquistada, pelos Cavaleiros Teutônicos em 1456, a cidade caiu nas mãos dos teutônicos somente em 1466, mas foi recapturada pelos poloneses alguns dias depois. Na Paz de Toruń (1466), que encerrou a Guerra dos Treze Anos, foi confirmada a devolução da cidade à Polônia.
Człuchów pertencia administrativamente à voivodia da Pomerânia. O Dicionário geográfico do Reino da Polônia de 1880 afirma que o primeiro starosta de Człuchów antes da Paz de Toruń foi Mikołaj Szarlej, depois dele Władysław, castelão de Nakielsk, assumiu o estarostado, mencionado em 1463. Em 1466, Jerzy de Dąbrowa, mencionado por Niesiecki, também foi feito prisioneiro pelos Cavaleiros Teutônicos. Em 1510, o starosta de Człuchów era Andrzej Górski, camareiro de Poznań. Em 1520, Rafał Leszczyński, castelão de Łędz, que mais tarde se tornou bispo de Przemyśl e Płock. Em 1534 morreu Stanisław Kościelecki, em 1545 morreu Jan Kościelecki e em 1565 morreu Achacy Czema. O castelo em Człuchów foi atacado sem sucesso pelos suecos em 1627. Eles só tiveram sucesso durante o Dilúvio Sueco em 1656. Durante o domínio polonês, o castelo foi mantido em boas condições. Mesmo antes do Dilúvio Sueco, o starosta de Człuchów, Jakob von Weiher, reformou o castelo e construiu a igreja barroca de Santiago Maior, atualmente a principal igreja histórica da cidade.
A partir de 1772 (Primeira Partição da Polônia), Człuchów passou a pertencer à Prússia. Em 1786 e 1793, houve incêndios na cidade e, devido às ações dos particionistas, o castelo caiu em ruínas.

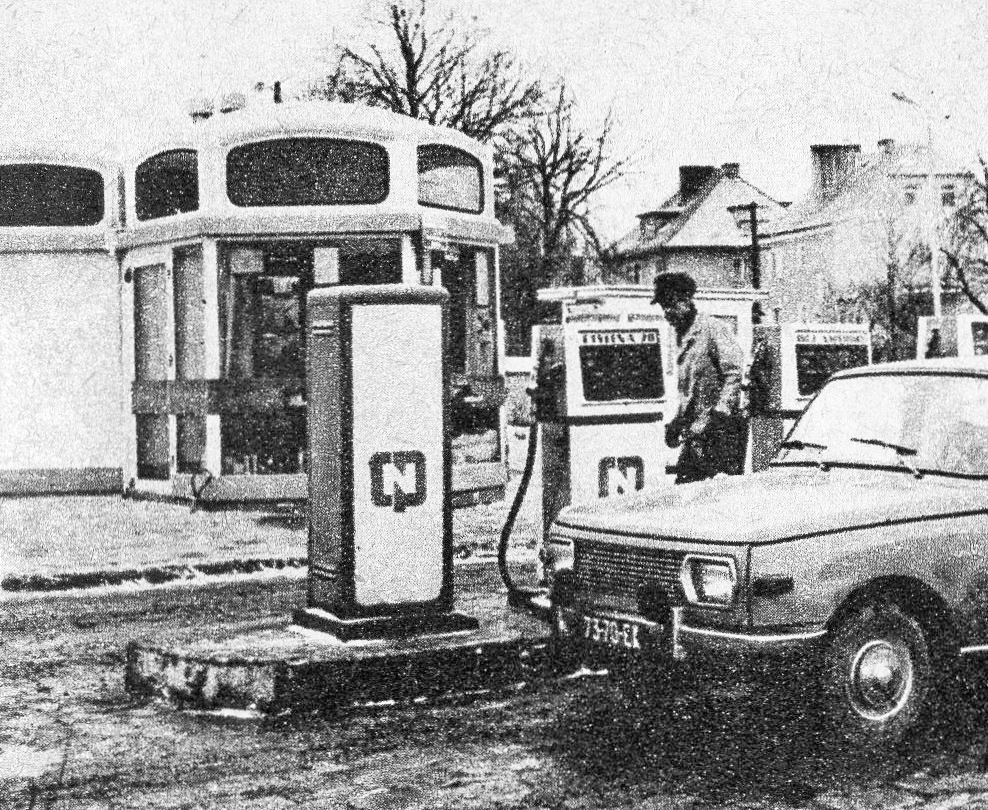
Posto de gasolina de plástico (1972)

Durante a Segunda Guerra Mundial, a organização clandestina polonesa “Odra” observou a atividade econômica alemã em Człuchów. Os alemães instalaram um subcampo de trabalho forçado do campo de prisioneiros de guerra Stalag II B na cidade, onde mantiveram mais de 300 prisioneiros.
Em 26 de fevereiro de 1945, os alemães foram expulsos da cidade pelas tropas do 19.º Exército da Segunda Frente Bielorrussa (após a guerra, um Monumento à Irmandade das Armas foi erguido na então Praça do Exército Vermelho). Desde 1945, Człuchów voltou a pertencer à Polônia, e o nome atual da cidade foi aprovado administrativamente em 19 de maio de 1946.
Nos anos de 1945 a 1999, Człuchów mudou sua afiliação administrativa. Antes do surgimento da voivodia de Szczecin, em 1946, ela fazia parte temporariamente da voivodia da Pomerânia, com sede em Bydgoszcz. Nos anos 1946–1950, fazia parte da voivodia de Szczecin, nos anos 1950–1975 da voivodia de Koszalin, nos anos 1975–1998 da voivodia de Słupsk. Desde 1999, pertence à voivodia da Pomerânia.
Em 1972, foi inaugurado na cidade o primeiro posto de gasolina (CPN) da Polônia, cujo prédio era feito de elementos pré-fabricados de plástico.
Um dos que melhor documentaram a história da região de Człuchów foi Edmund Kloskowski. Marian Fryda e Wiktor Zybajło também contribuíram para a pesquisa sobre a história da cidade e seus arredores.

## Monumentos históricos

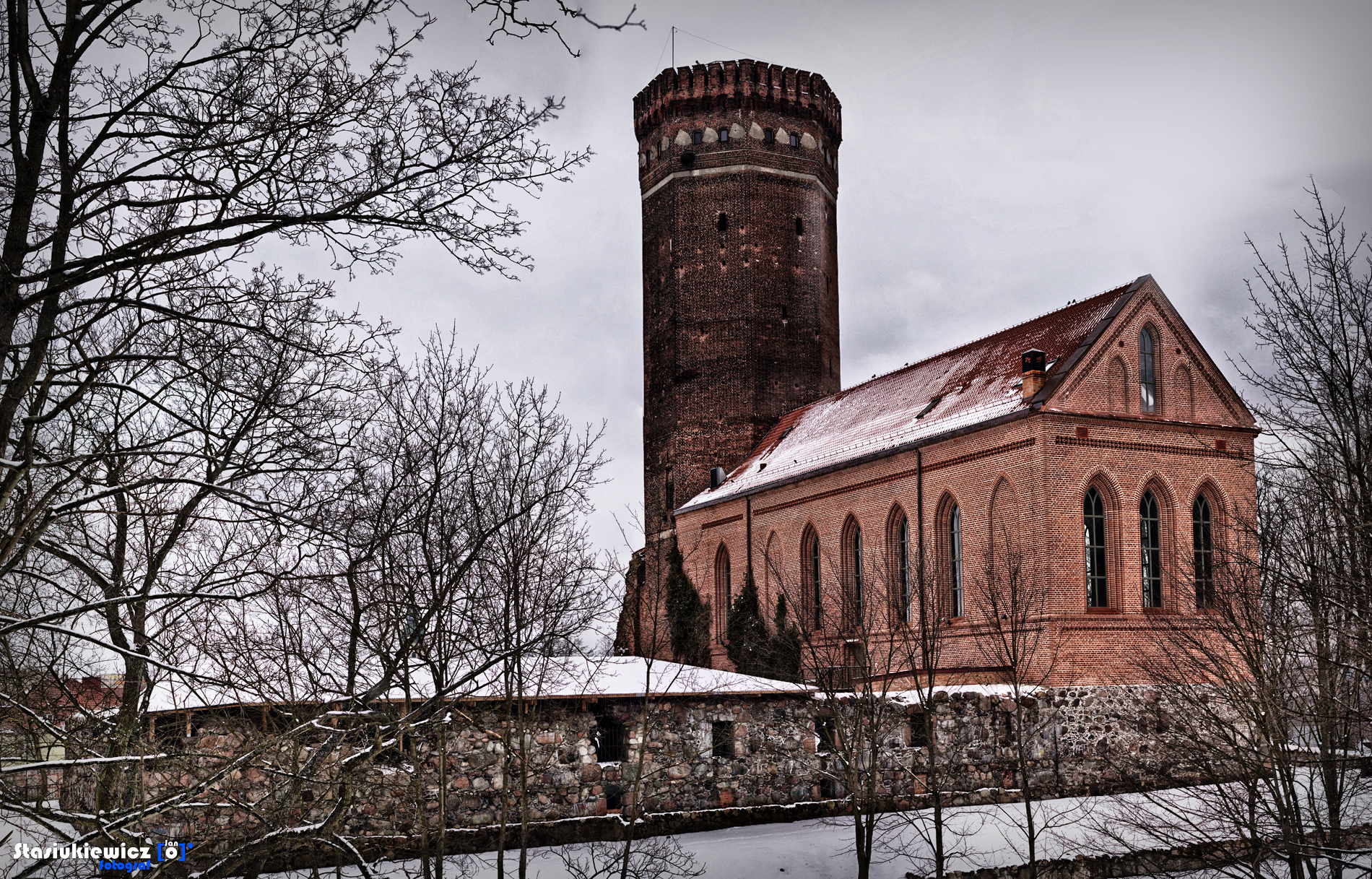
Castelo de Człuchów

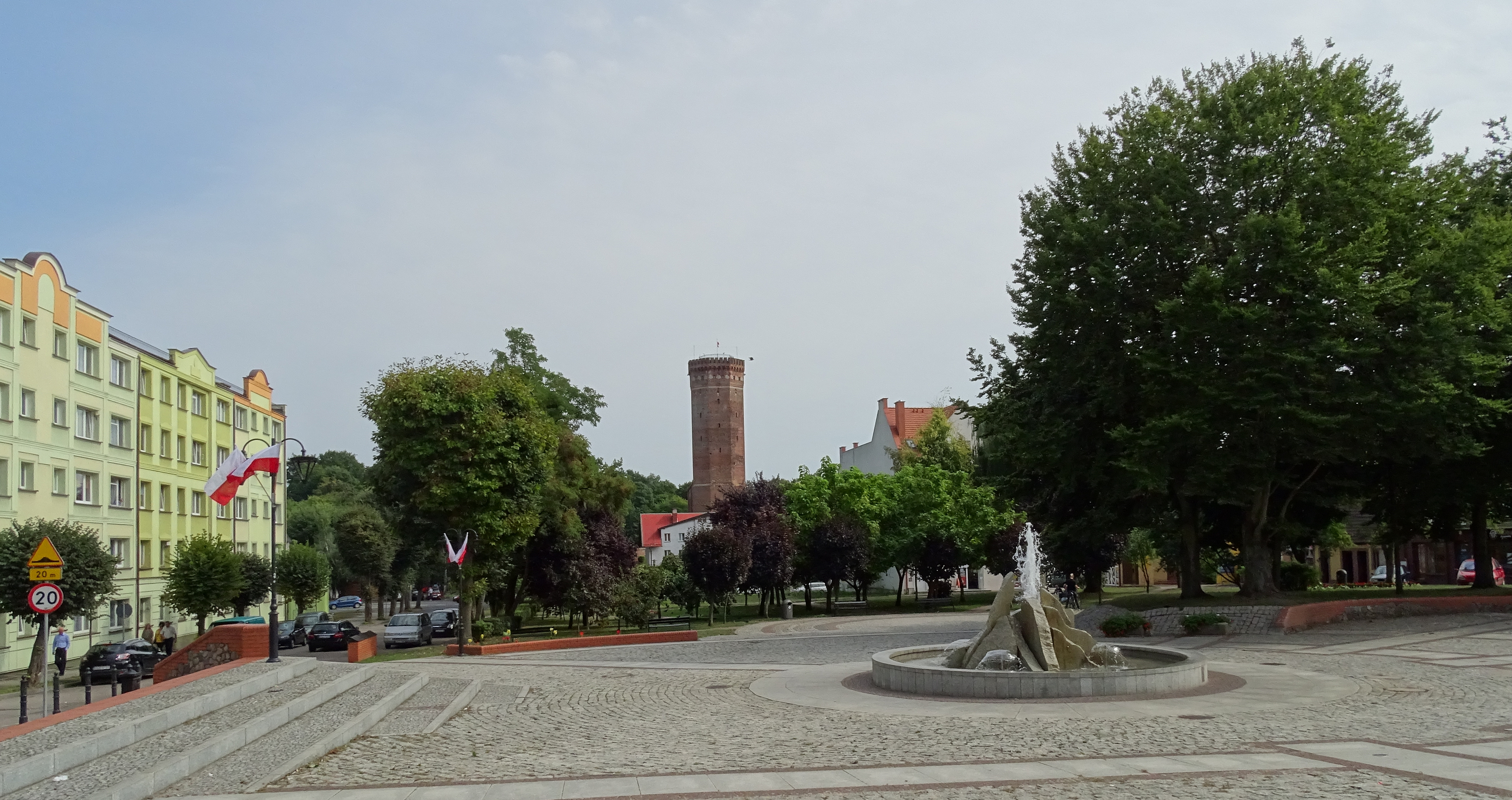
Praça principal

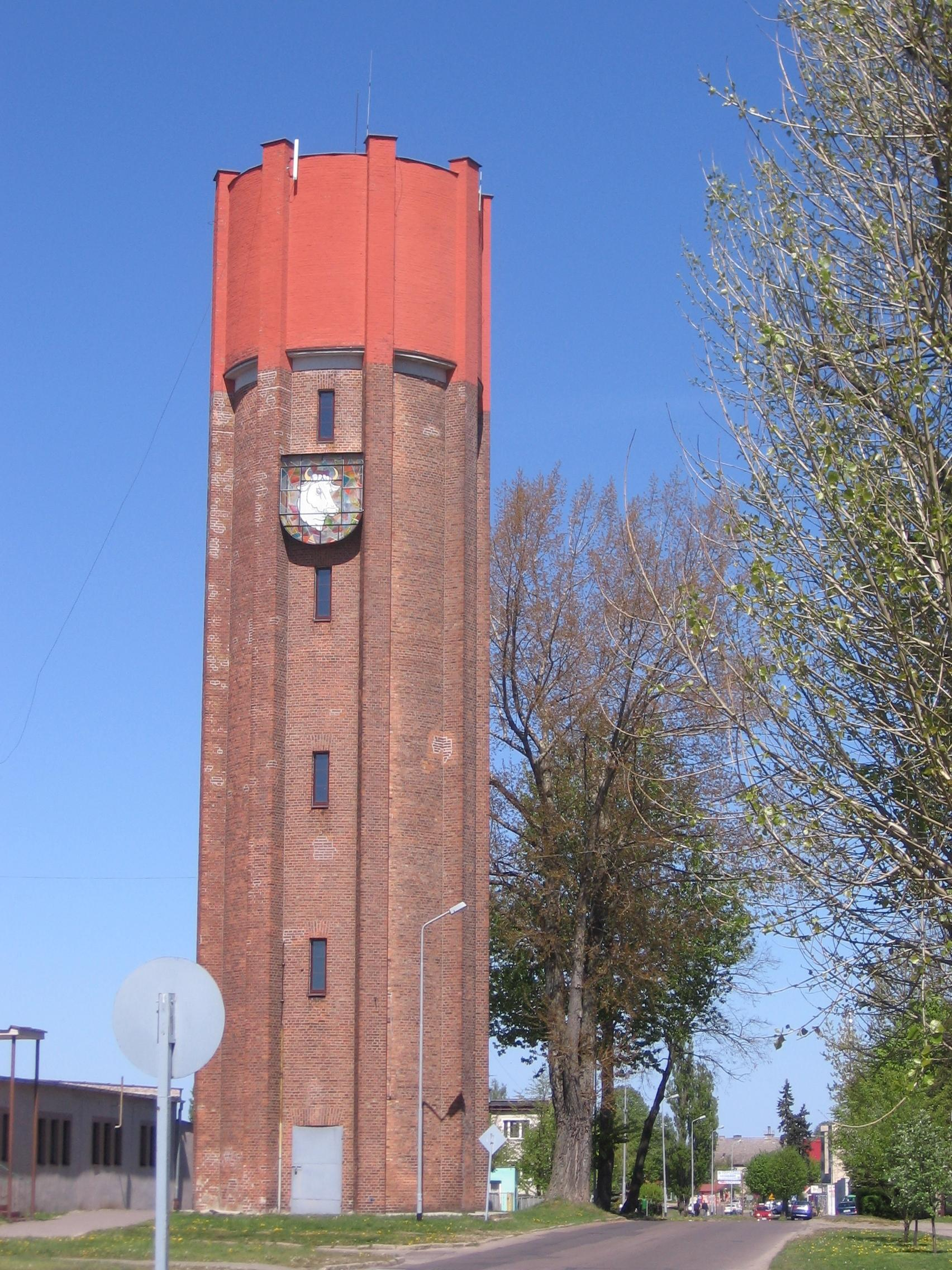
Torre de água do século XIX

Os objetos a seguir foram inscritos no Registro de Monumentos Históricos:
- Castelo de Człuchów com parque — outrora o segundo maior castelo teutônico depois de Malbork[26] (e territorialmente o maior). Foi a sede do comando e do convento teutônico. Entre os que residiram lá estavam o Grão-Mestre Ulrich von Jungingen e Konrad von Wallenrode (1377–1382). Na época da Primeira República, era um castelo do starosta, sitiado várias vezes por exércitos estrangeiros. Durante as partições no século XIX, foi em sua maior parte demolido para reconstruir a cidade após o incêndio. As paredes, a torre e as abóbadas sobreviveram até hoje. Atualmente, é o Museu Regional.
- Igreja paroquial barroca de Santiago Maior, do século XVII, com uma torre do século XVIII, posteriormente ampliada. Ela foi fundada pelo então starosta Jakub Wejher, consagrada em 1647.
- Parque municipal “Lasek Luizy” do século XIX.
- Casa senhorial de tijolos e enxaimel da primeira metade do século XIX na rua Wojska Polskiego, 5.
- Traçado urbano do antigo centro da cidade.

Outros edifícios históricos:
- Prédio dos correios de 1892;
- Prédio da antiga escola secundária de preparação para a profissão de professor “Preporanda”, de 1901, na rua Szczecińska (atualmente a sede do Escritório Municipal);
- Casas históricas do século XIX na rua Królewska;
- Prédio da antiga escola especial para crianças surdas e mudas de 1882 na rua Parkowa (atualmente a sede da ZSA);
- Mansões do final do século XIX na rua Batory;
- Prédio da cervejaria de Rudolf Ley do século XIX (atualmente sede do PKO Bank Polski);
- Prédio da antiga escola municipal de 1892 na rua Traugutta (atualmente a sede da CKU).
- Prédio da corte municipal da segunda metade do século XIX, antiga sede do escritório do prefeito e do Museu Regional, na avenida Wojska Polskiego, 3.
- Cemitério datado de 1830, localizado no centro da cidade entre edifícios residenciais e garagens[27] (ruas Traugutta, Średnia e Szczecińska)

## Museu
O Museu Regional apresenta a pré-história da região de Człuchów em sua seção arqueológica. Os artefatos provêm de pesquisas sobre os primeiros assentamentos medievais na área do Lago Krępsko e do Lago Szczytno, bem como de cemitérios de pessoas da cultura pomerana em Olszanów, Sąpólno e Gwieździno. A cidade também tem um salão de tradições ferroviárias, que possui um número significativo de artefatos relacionados à história ferroviária em sua coleção.

## Organizações

### Comunidades religiosas

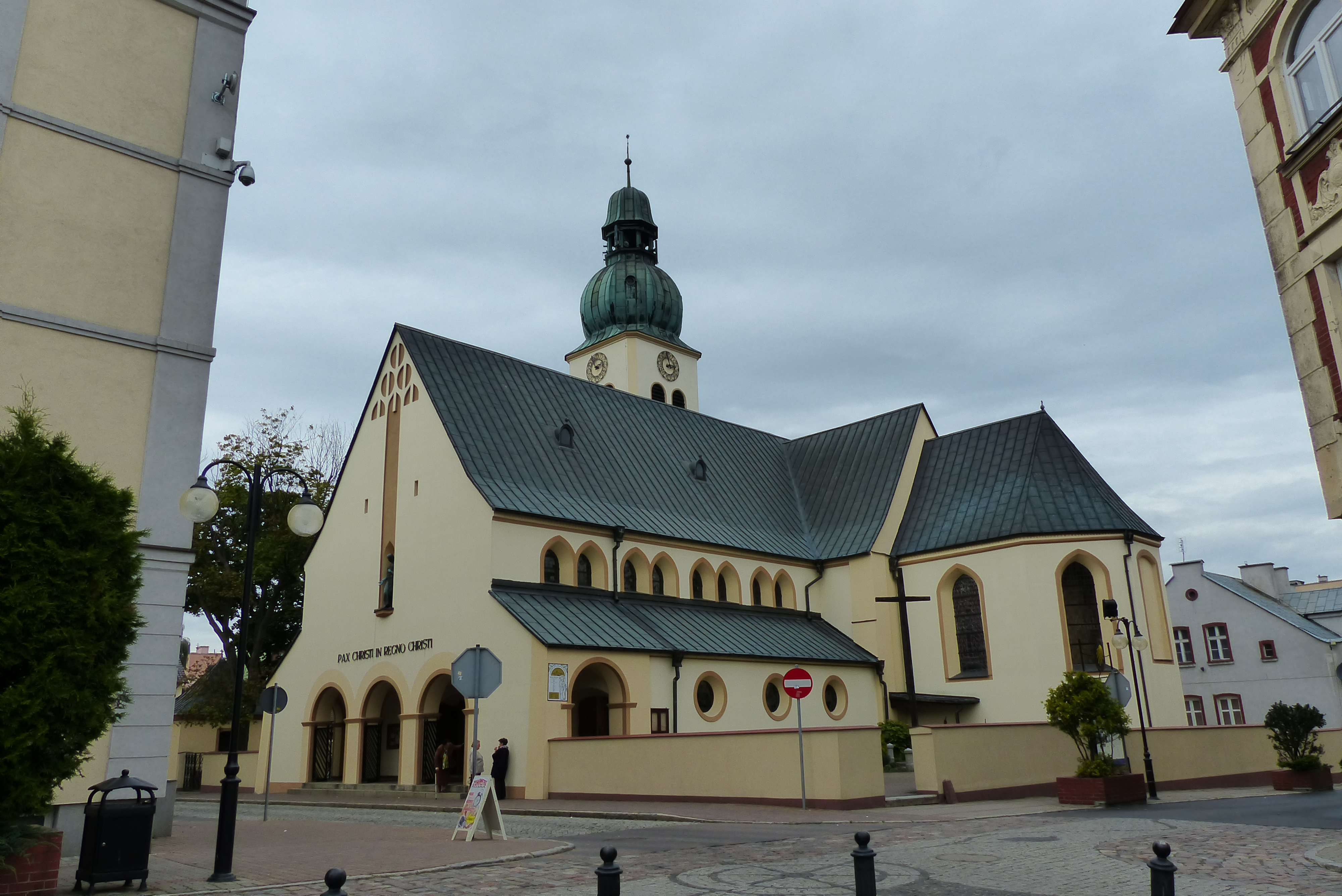
Igreja paroquial barroca de Santiago Maior

As seguintes religiões são ativas na cidade:
- Igreja Católica de Rito Latino:
  - Paróquia de Santiago Maior em Człuchów[30]
  - Paróquia de São Judas Tadeu em Człuchów[31]
  - Paróquia de Nossa Senhora, Rainha da Polônia em Człuchów[32]
- Igreja Greco-Católica:
  - Paróquia Greco-Católica da Conceição de São João Batista em Człuchów[33]
    - Igreja da Conceição de São João Batista
- Igreja Pentecostal na República da Polônia:
  - Igreja Pentecostal Samaria em Człuchów[34]
- Testemunhas de Jeová:
  - Duas igrejas (Człuchów-Sul, Człuchów-Norte)

## Esportes
Existe um clube de canoagem na cidade de Człuchów desde 1984: “Polstyr” Człuchów, cujo fundador é Ryszard Jękot, em sua história treinou muitos campeões poloneses e medalhistas de competições internacionais de canoagem, como Campeonatos Poloneses, Campeonatos Europeus.

## Transportes
Człuchów fica na interseção das estradas nacionais n.º 25 e n.º 22 e da estrada voivodal n.º 188. Essas são rotas de transporte:
- Estrada nacional n.º 22 (chamada Berlinka): Kostrzyn nad Odrą posto de fronteira rodoviária polaco-alemão — Gorzów Wielkopolski — Człopa — Wałcz — Człuchów — Chojnice — Starogard Gdański — Malbork — Elbląg — Grzechotki posto de fronteira rodoviária polaco-russo
- Estrada nacional n.º 25: (estrada nacional nº 11 de Koszalin) Bobolice — Biały Bór — Człuchów — Sępólno Krajeńskie — Bydgoszcz — Inowrocław — Strzelno — Konin — Kalisz — Ostrów Wielkopolski — Oleśnica
- Estrada provincial n.º 188: Piła — Złotów — Człuchów.

As seguintes linhas de trem passam pela cidade:
- Linha de trem n.º 210: Chojnice — Runowo Pomorskie, na qual está localizada a estação de trem de Człuchów.[36]
- Linha de trem n.º 413: Człuchów — Przechlewo (costumava levar a Słosinek, mas foi desmontada), que lida com o tráfego de carga.[36]

A Polregio fornece conexões para Chojnice, Szczecinek, Gdynia, Tczew e Słupsk.
A cidade tem transporte público gratuito.
O transporte para a cidade é feito por ônibus da Empresa de transporte público distrital em Człuchów, PKS Bytów e outros.